# Jože Vadnjal
Jože Vadnjal, slovenski gospodarstvenik, član organizacije TIGR in partizan, * 1. marec 1898, Zagorje pri Pivki, † 30. junij 1985, Opatija.

## Življenje in delo
Ljudsko šolo je obiskoval v rojstnem kraju, srednjo pa v Rimu. Ob vstopu Italije v 1. svetovno vojno je bil mobiliziran, delal je  pri gradnji vojaških utrdb na Soški fronti. Nato je bil vojak v strelskih jarkih v Oslavju in pri reki Piavi, kjer je zbolel za malarijo, se po končanem zdravljenju s ponarejenimi dokumenti izognil povratku na fronto, ter se kasneje pridružil avstrijskemu 97. pehotnemu polku  pri Blatnem jezeru. Kapitulacijo Avstro-Ogrske je dočakal v kraju Bruck an der Mur, se tu pridružil češkim prostovoljcem za osvoboditev Češkoslovaške, kasneje pa v Ljubljani in Pivki Narodni straži, ki je razoroževala umikajoče se avstrijske vojake iz Italije. Ko je Italija zasedla del Notranjske se je zaposlil v Pivki ter istočasno v treh letih končal srednjo dopisno trgovsko šolo v Rimu. Kasneje se je zaposlil na žagi Alojza Urbančiča na Baču pri Knežaku in tu ostal do aprila 1930, ko je pred fašisti pobegnil v Jugoslavijo. 
Vadnjal je bil že leta 1922 pobudnik oboroženega odpora proti fašističnim kazenskim pohodom pa vaseh v okolici Pivke. V ilegalno borbo je pritegnil mnogo mladih, med drugimi tudi Viktorja Bobka. V ilegalnem boju je najprej sodeloval s Josipom Kukcem, kasneje pa s Danilom Zelenom in Tonetom Černačem ter še z nekaterimi drugimi, ki so preko državne meje oskrbovali z ilegalnim materialom Pivško dolino, Brkine, Kras in celo Vipavsko dolino. Tesno je sodeloval s  bazoviškimi žrtvami Ferdom Bidovcem, Franom Marušičem, Zvonimirjem Milošem, Alojzem Valenčičem ter Vekoslavom Špangerjem. Večkrat je bil osumljen protifašistične dejavnosti in zaprt. Spomladi 1930, ko je prišlo do množičnih aretacij je uspel pobegniti v Jugoslavijo. Kasneje je za njim v Ljubljano prišla še žena z dvema otrokoma. V Ljubljani je brez sredstev živel pod drugim imenom, vsak član njegove družine pa pri drugem sorodniku. Kasneje je dobil zaposlitev na industrijski žagi pri rudniku v Kreki (Bosna). Svoje politično delovanje je nadaljeval v političnih organizacijah. Že v zgodnjem poletju 1941 je delal za narodnoosvobodilno borbo, ko je ilegalno delo postalo prenevarno pa je odšel v partizane. Tu je bil komisar minerske čete, nato komisar bolnišnice
6. krajiške brigade. Proti koncu leta 1944 je v Živinici pri Tuzli vodil obnovo porušene žage, ki je z lesom oskrbovala sremsko fronto. Po osvoboditvi je postal direktor tega podjetja ter imel pomembna vodilna mesta v lesni industriji Bosne in Hercegovine. V letih 1948-1949 je bil pomočnik ministra za lesno industrijo in gozdarstvo Bosne in Hercegovine, nato direktor lesnega kombinata »Krivajce« v Zavidovićih, leta 1955 pa je postal direktor tovarne »Sjutjeska« v Foči. Od 1962 do upokojitve pa je bil direktor tovarne Lesonit v Ilirski Bistrici. Zadnje leto življenja je preživel v Opatiji. Prejel je več državnih odlikovanj in priznanj.

## Odlikovanja in priznanja
- red za hrabrost
- red zaslug za ljudstvo s srebrnimi žarki
- red zaslug za ljudstvo s srebrno zvezdo
- red bratstva in enotnosti s srebrnim vencem
- red dela z zlatim vencem
- Zlata značka s priznanjem Osvobodilne fronte